# Trogoderma callubriense
Trogoderma callubriense is een keversoort uit de familie spektorren (Dermestidae). De wetenschappelijke naam van de soort werd in 1945 gepubliceerd door Armstrong.